# Epacmus cirratus
Epacmus cirratus är en tvåvingeart som beskrevs av Axel Leonard Melander 1950. Epacmus cirratus ingår i släktet Epacmus och familjen svävflugor.
Artens utbredningsområde är New Mexico. Inga underarter finns listade i Catalogue of Life.